# Dschinghis Khan
Dschinghis Khan (pronunciació IPA: 'dʒɪŋ.ɪs kaːn, ortografia alemanya de la figura històrica Genguis Kan ; la banda és coneguda en alguns països com a Genghis Khan) és una banda alemanya d'eurodisco i pop. Es va formar originalment a Múnic el 1979per competir al Festival de la Cançó d'Eurovisióamb la seva cançó "Dschinghis Khan". El 2018 hi havia dos grups amb aquest nom: el liderat pels membres originals Henriette Strobel i Edina Pop, i un grup més actual liderat per membre original Wolfgang Heichel i Stefan Track, que va substituir el difunt Louis Potgieter en el concert de retrobament del 2005.

## Carrera / anys 1970- 1980
La banda va ser formada i gestionada pel productor alemany Ralph Siegel. La seva cançó homònima original va ser escrita i produïda per Ralph Siegel amb lletra de Bernd Meinunger i va assolir el quart lloc al Festival de la Cançó d'Eurovisió 1979, celebrat a Jerusalem.
Els únics alemanys nadius del grup eren el calb Karl-Heinz "Steve" Bender i Wolfgang Heichel, que va portar la seva dona neerlandesa Henriette (de soltera Strobel). Louis Hendrik Potgieter, l'impersonador de Genghis Khan, era sud-africà. Edina Pop (Marika Késmárky) era una hongaresa que havia començat la seva carrera de cantant a l'Alemanya de l'Oest el 1969. Leslie Mándoki, també hongaresa, havia abandonat Hongria el 1975.
El 1979, la banda va llançar els senzills "Dschinghis-Khan"i "Moskau". El 1980, la seva versió en anglès va copar els primers llocs dels llistats a Austràlia durant sis setmanes,en gran manera gràcies a Seven Network que va utilitzar la cançó com a tema musical per a la cobertura dels Jocs Olímpics d'Estiu de 1980.
En una entrevista amb la presentadora de televisió russa Aleksandra Glotova, el productor del grup Dschinghis Khan, Heinz Gross, va dir que als anys vuitanta, la banda va ser prohibida a la Unió Soviètica i va ser acusada d'anticomunisme i nacionalisme.

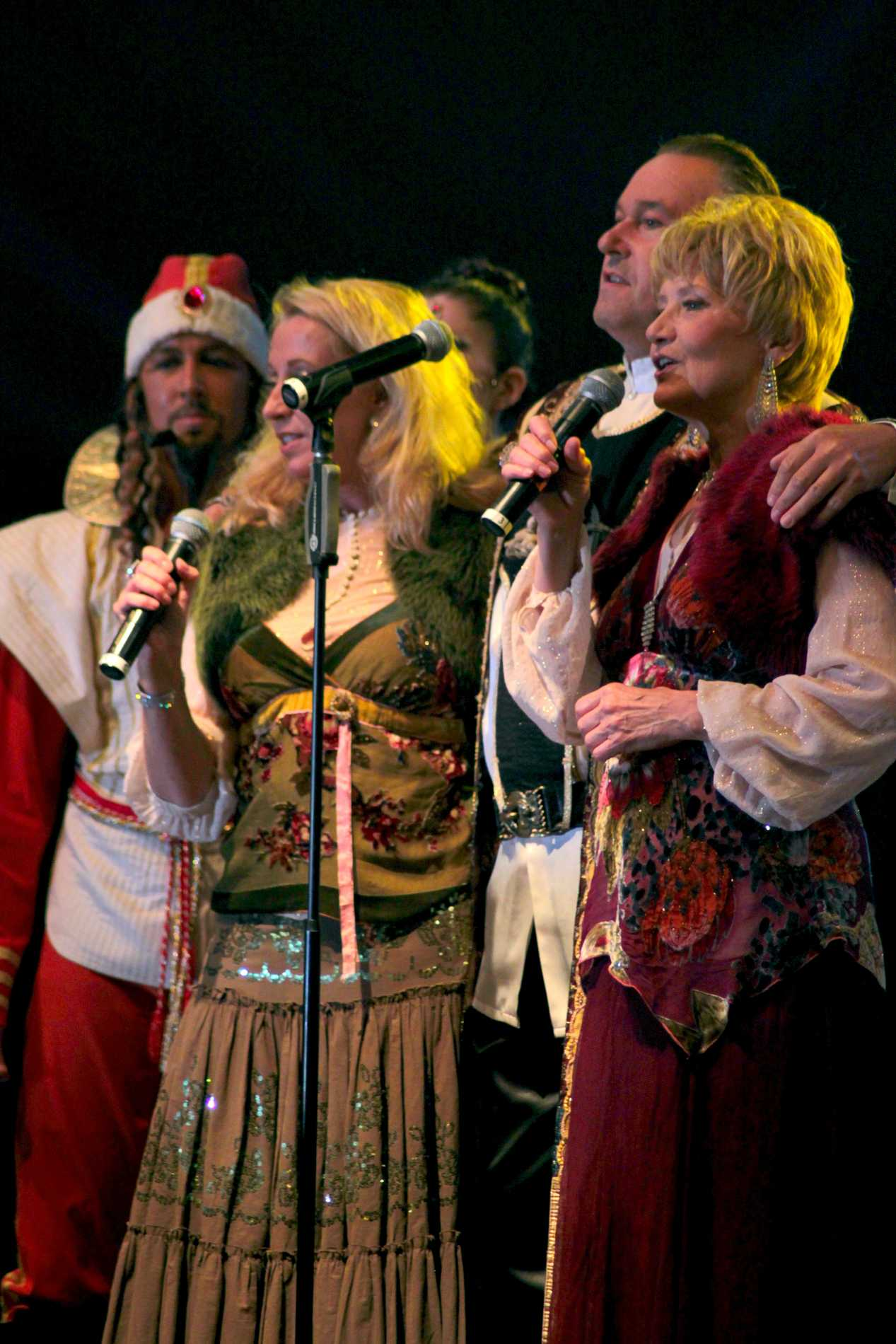
Henriette Strobel, Wolfgang Heichel i Edina Pop actuant el 2009

El grup es va separar el 1984, però el 1986 va viure una breu reunificació com a Dschinghis Khan Family. Només Henriette Heichel (veu), Leslie Mándoki (bateria) i Louis Potgieter (teclats) van tornar de la formació original. La cançó "Wir gehör'n zusammen" els va portar a una prova de classificació nacional del Festival d'Eurovisió, on van acabar en el segon lloc.
El 1988, Leslie Mándoki i Éva Csepregi, la vocalista del grup pop hongarès Neoton Família, van cantar la cançó "Korea" a la inauguració dels Jocs Olímpics d'Estiu de 1988 a Seül.

## Història de la banda / anys 1990
El ballarí i vocalista Louis Potgieter va morir de SIDA el 1993,mentre que el cantant Karl-Heinz "Steve" Bender va morir de càncer el 2006. L'èxit de la banda finalment va portar al divorci de Wolfgang i Henriette, i aquesta va recuperar el seu cognom de soltera Strobel.
El 2005, els membres de la banda Wolfgang Heichel, Steve Bender, Henriette Strobel i Edina Pop van iniciar un "retorn" amb un programa al festival Retro FM a l'Estadi Olímpic de Moscou. Stefan Track va esdevenir el nou membre de la banda per substituir Louis Hendrik Potgieter.
El 2018, van tornar a enregistrar la seva cançó "Moskau" amb el productor Ralph Siegel i els cantants Jay Khan, Aleksandr Malinin i Ustinya Malinina, Jorge Jiménez & Marifer Medrano per a la Copa del Món de Futbol de 2018.A l'abril de 2018, el membre original Wolfgang Heichel i Stefan Track, que acabaven de refrescar el seu spin-off Rocking Son of Dschinghis Khan formaren una nova Dschinghis Khan després que Heichel obtingués els drets del nom a Alemanya i Espanya.Henriette Strobel, Edina Pop, Claus Kupreit i el productor Heinz Gross també tenen els drets sobre el nom de Dschinghis Khan,i ambdues patents del grup revelen l'ús d'un determinat logotip. Per tant, hi ha dos grups de música disco amb el nom Dschinghis Khan.
El 2019, la versió dirigida per Wolfgang Heichel realitzarà un concert a Mongòlia, el bressol de l'original Genguis Kan.

## Membres de la banda
Membres originals
- Edina Pop (nascuda el 4 de febrer de 1941 COM A Marika Késmárky A Budapest, Hongria) (1979–1985, 1995, 2005–present)
- Henriette Strobel (divorciada Heichel) (nascuda el 13 de novembre de 1953 a Nieuwer Amstel, Països Baixos) (1979–1985, 1986, 2005–present)
- Steve Bender (nascut el 2 de novembre de 1946 com a Karl-Heinz Bender a Magúncia; mort el 7 de maig de 2006 a Múnic) (1979–1981, 1995, 2005-2006)
- Wolfgang Heichel (nascut el 4 de novembre de 1950 a Meißen) (1979–1985, 2005–2014, 2018-, va formar un nou Dschinghis Khan)
- Leslie Mándoki (nascuda el 7 de gener de 1953 com a László Mándoki a Budapest, Hongria) (1979–1985, 1986, 1995)
- Louis Hendrik Potgieter (nascut el 4 d'abril de 1951 a Pretòria, Sud-àfrica; mort el 12 de novembre de 1993 a Port Elizabeth, Sud-àfrica)[18] (1979–1985, 1986)

Membres posteriors (selecció)
- Stefan Track (nascut el 15 de setembre a Aalen, Alemanya) (2005-2006, 2018-, va formar un 2n Dschinghis Khan amb Heichel)
- Daniel Käsling (2005-2007, com a Ögödei Khan)
- Kaya Ebru (2005-2007, com a Eltuya Khan)
- Claus Kupreit (2007–present, va substituir Track i des de llavors ha estat Igei Khan i coreògraf principal de Strobel i Pop's Dschinghis Khan)
- Angelika Erlacher (2016–present, Eltuya Khan a Strobel i Pop's Dschinghis Khan)
- Johannes Kupreit (2011–present, Ögödei Khan a Strobel i Pop's Dschinghis Khan)
- Läm Virat Phetnoi (2012–present, Yassa Khan a Strobel i Pop's Dschinghis Khan)
- Jan Großfeld  (2019–present, Bärke Khan a Strobel i Pop's Dschinghis Khan)

## Discografia

### Llarga durada
- Dschinghis Khan (1979)
- Rom (1980) ("Roma")
- Viva (1980)
  - Rellançament de Rom sense cançons extres.
- Wir sitzen alle im selben Boot (1981) ("Tots som al mateix vaixell")
- Helden, Schurken & der Dudelmoser (1982) ("Herois, dolents i el Dudelmoser")
- Corrida (1983)
- Huh Hah Dschinghis Khan - Ihre Grössten Erfolge (1993)
- Die Großen Erfolge (1999)
- Jubilee (2004)
- 7 Leben (2007)

### Senzills
(només llançaments a Alemanya)
- Dschinghis Khan (1979)
- Moskau (1979) ("Moscou")
- Hadschi Halef Omar (1979) ("Hadschi Halef Omar")
- Rom (1980)
- Machu Picchu (1980)
- Pistolero (1981)
- Loreley (1981) ("Lorelei")
- Wir sitzen alle im selben Boot (1981)
- Klabautermann (1982)
- Der Dudelmoser (1982)
- Himalaja (1983) ("Himàlaia")
- Olé Olé (1984)
- Mexiko (1985) ("Mèxic")